# تارو أوكاموتو
تارو أوكاموتو (باليابانية: 岡本太郎؛ بالكانا: おかもと たろう) هو نحات وكاتب ورسام وصانع الفخار ومصور ياباني، ولد في 26 فبراير 1911 في كاواساكي في اليابان، وتوفي في 7 يناير 1996 في طوكيو في اليابان.